# Middelfransk
Middelfransk (på fransk: moyen français) er den periode af fransk der går fra det 14. til det tidlige 17. århundrede Det er en overgangsperiode i løbet af hvilken
- det franske sprog blev tydeligt adskilt af de andre langues d'oïl, som undertiden henføres til oldfransk (ancien français)
- fransk blev ophøjet til officielt sprog i Frankrig, i stedet for latin, occitansk og de andre langues d'oïl

## Historie
Den vigtigste forandring der fandt sted i middelfransk er det fuldstændige frafald af faldbøjning af substantiver (hvilket allerede havde været undervejs i århundreder). Flertal indikeres ved et simpelt -s. Denne transformation nødvendiggør en øget afhængighed af ordstilling, hvilket mere eller mindre bliver nyfransks syntaks (selv om der er en fortsat afhængighed af verbet i sætningens position 2 indtil det 16. århundrede).
Blandt eliten blev latin brugt i uddannelsesvæsnet, administrationen og bureaukratiet; dette skiftede i 1539 med Ordinance of Villers-Cotterêts, i hvilken Frans 1. af Frankrig gjorde fransk det eneste sprog for juridiske anliggender. Regionale forskelle var stadig yderst udtalte i Frankrig: I Sydfrankrig herskede occitansk; i Østcentralfrankrig var francoprovencalske sprog fremherskende; mens langues d'oïl udover francien vedblev at tales i Nordfrankrig.
Fascinationen af klassiske tekster medførte talrige låneord fra latin og græsk. Mange nydannelser baserede på latinske rødder blev introduceret, og nogle lærde modificerede stavemåden af franske ord for at få dem til at stemme overens med deres latinske rødder, nogle gange fejlagtigt. Dette medførte ofte en radikal forskel mellem et ords stavemåde og dets udtale.
De franske krige i Italien og tilstedeværelsen af italienere ved det franske hof bragte franskmændene i kontakt med italiensk humanisme. Mange ord der havde med militær (alarme, cavalier, espion, infanterie, camp, canon, soldat) og kunstneriske (især arkitektoniske: arcade, architrave, balcon, corridor; også litterære: sonnet) praksisser blev lånt fra italiensk. Disse tendenser fortsatte igennem klassisk fransk.
Nogle ord blev også lånt fra spansk (casque), tysk (reître) og amerikanske sprog (cacao, hamac, maïs).
Indflydelsen af anglonormannisk på engelsk havde efterladt sig ord af fransk og normannisk oprindelse i engelsk. Nogle ord af romansk ophav fandt nu tilbage til fransk gennem krig og handelskontakter og dannede dubletter.
Derudover ændrede brugen og betydningen af mange ord fra oldfransk sig.
Stavning og tegnsætning var ekstremt varierende. Indførelsen af trykket i 1470 fremhævede behovet for stavereformer. En af de foreslåede reformer blev fremsat af Jacques Peletier du Mans, som udviklede et fonetisk system og introducerede nye typografiske tegn (1550); men dette forsøg blev ikke udført.
Det var i denne periode at de første franske grammatikker og Robert Estiennes fransk-latinske ordbog (1539) blev udgivet.
I begyndelsen af det 17. århundrede ville fransk blive fortsat mere ensartet, visse former ville blive undertrykt, og regler ville blive foreskrevet, hvilket ledte til klassisk fransk.

## Eksterne links
- Dictionnaire du Moyen Français